# Творческий союз художников России
Общероссийская общественная организация «Творческий союз художников России»  (ТСХР) — добровольное общественное объединение творческих работников в области изобразительного искусства, а также других лиц, занятых в сфере искусства и культуры.

## История
История создания Творческого союза художников берёт начало от «Профессионального союза художников-живописцев Москвы» (СОЖИВ) созданного в апреле 1917 года по инициативе ряда московских творческих объединений. В задачи профсоюза входило устройство выставок, аукционов, лекций, закупка художественных материалов. Его членами были Константин Коровин, Павел Кузнецов, Аристарх Лентулов, Роберт Фальк и др.
В июле 1918 года от СОЖИВ откололись художники-авангардисты, организовавшиеся в новообразованный «Профессиональный союз художников-живописцев нового искусства». Однако в 1919 году обе организации прекратили своё существование влившись в учреждённый в тот же год Первым Всероссийским съездом работников искусств крупное профессиональное объединение «Союз работников искусств» (Сорабис, РАБИС). В разные годы его членами были Казимир Малевич, Марк Шагал, Александр Родченко, Борис Иогансон, Владимир Серов, Игорь Грабарь, Кукрыниксы.
В 1924 году РАБИС был переименован во «Всесоюзный профессиональный союз работников искусств» (Всерабис), а в 1953 году он влился в единый Профессиональный союз работников культуры, насчитывающий 150 тысяч человек. В тот же год, в Москве, в рамках этого объединения образовался Объединенный комитет профсоюза художников-графиков.
В 1974 году, после печально знаменитой Бульдозерной выставки, в секцию живописи Объединенного комитета профсоюза художников-графиков разрешили вступить художникам-нонконформистам. В подвале дома № 28 на Малой Грузинской улице был оборудован выставочный зал Московского горкома художников-графиков, где демонстрировались работы Оскара Рабина, Эрнста Неизвестного, Владимира Немухина, Олега Целкова, Ильи Кабакова, Анатолия Зверева, Дмитрия Краснопевцева, Александра Харитонова, Дмитрия Плавинского, Константина Худякова, Сергея Симакова, Эдуарда Дробицкого, и др.
В 1990 году на основе Московского объединённого профсоюза художников-графиков был создан Профессионально-творческий союз художников и графиков России, президентом которого становится Эдуард Дробицкий. С 1991 года начинают формироваться региональные отделения Союза и творческие секции. В 1998 году Профессионально-творческий союз художников России переименован в «Творческий союз художников России». 
В 2007 году Президентом ТСХР был избран Константин Худяков.

## Структура
В настоящее время Творческий союз художников России объединяет около 15 тысяч живописцев, графиков, скульпторов иллюстраторов, оформителей книжной продукции, фотохудожников, дизайнеров, архитекторов, мастеров декоративно-прикладного искусства и народных промыслов, художественной куклы, актуального искусства из 48 регионов России (региональные отделения), включает 4 городских филиала и представительства.
Членство разделено на секции: живопись (наиболее многочисленная), графика, скульптура, религиозное искусство, ДПИ, дизайн, арт-фото, искусствоведение и критика, молодежное объединение ТСХР России, новейшие течения (мультимедийные технологии и пр.), художественная кукла, мода и стиль и др.
Высшим руководящим органом Союза является его конференция. В период между заседаниями конференции руководство деятельностью Союза осуществляет правление и президиум правления. Союз возглавляет его президент.
Руководство в региональных отделениях осуществляется через общее собрание его членов, правление регионального отделения, а также председателем и его заместителями.

## Деятельность
Союз проводит выставки, конкурсы, мастер-классы, организует фестивали, конференции, симпозиумы, аукционы, благотворительные мероприятия, осуществляет иную творческую, научную и просветительскую деятельность.
Союз имеет собственное печатное издание ежемесячник «Газета TCXP.RU»

## Члены Творческого союза художников России
Категория:Члены Творческого союза художников России